# ヘッテンライデルハイム
ヘッテンライデルハイム (独: Hettenleidelheim)はドイツ連邦共和国 ラインラント＝プファルツ州バート・デュルクハイム郡にある町村。ヘッテンライデルハイム連合自治体 (独: Verbandsgemeinde Hettenleidelheim) の行政庁所在地である。

## 姉妹都市
ヘッテンライデルハイムは以下の都市と姉妹都市である。
- - ブランジー(Blanzy) （フランス 1978年から）